# 蔣瓊
蔣瓊（1473年—？），字尚德，武驤右衛勇士籍，浙江長興縣人，明朝政治人物。

## 生平
弘治十四年（1501年）辛酉科順天府鄉試第四十九名舉人。弘治十五年（1502年）聯捷壬戌科會試第六十五名，三甲第五十一名進士。官山東臨朐縣知縣。

## 家族
曾祖蔣希文；祖父蔣宗道；父蔣富，聽選官。母韋氏。慈侍下。兄璠。弟瑗。